# Lopaphus iolas
Lopaphus iolas är en insektsart som först beskrevs av John Obadiah Westwood 1859.  Lopaphus iolas ingår i släktet Lopaphus och familjen Diapheromeridae. Inga underarter finns listade i Catalogue of Life.